# Estació de Neptú
L'estació de Neptú, és una de les estacions del metro de València, situada a l'extrem sud del Cabanyal i fitant amb el port de València, sent el terminal de la línia 8 (tram de tramvia).
Es va inaugurar el 2007 amb el nom d'estació de Neptú en referència a la seua ubicació a l'avinguda de Neptú, i va canviar a Marina Reial Joan Carles I en 2013 pel Consorcio Valencia 2007, en el marc del plan de revitalització del Port de València, i va recuperar el nom original en 2022, eliminant les referències al rei que va abdicar en 2014 a causa de les creixents sospites de corrupció.
| Procedència/Destinació | <              | Línia | >              | Procedència/Destinació |
| ---------------------- | -------------- | ----- | -------------- | ---------------------- |
| Marítim                | Grau-la Marina |       | fi de trajecte | Neptú                  |

## Accessos
- Avinguda de Neptú (Passeig Marítim)
- Port de la Copa de l'Amèrica